# Вотервілл (Вашингтон)
Вотервілл (англ. Waterville) — місто (англ. town) в США, в окрузі Дуглас штату Вашингтон. Населення — 1134 особи (2020).

## Географія
Вотервілл розташований за координатами 47°38′53″ пн. ш. 120°4′14″ зх. д. / 47.64806° пн. ш. 120.07056° зх. д. (47.648039, -120.070668).  За даними Бюро перепису населення США в 2010 році місто мало площу 2,26 км², уся площа — суходіл.

### Клімат
| Клімат : Вотервілл      | Клімат : Вотервілл | Клімат : Вотервілл | Клімат : Вотервілл | Клімат : Вотервілл | Клімат : Вотервілл | Клімат : Вотервілл | Клімат : Вотервілл | Клімат : Вотервілл | Клімат : Вотервілл | Клімат : Вотервілл | Клімат : Вотервілл | Клімат : Вотервілл | Клімат : Вотервілл |
| Показник                | Січ.               | Лют.               | Бер.               | Квіт.              | Трав.              | Черв.              | Лип.               | Серп.              | Вер.               | Жовт.              | Лист.              | Груд.              | Рік                |
| Абсолютний максимум, °C | 18,9               | 15,0               | 23,3               | 31,1               | 35,6               | 38,9               | 40,6               | 40,0               | 36,1               | 28,9               | 20,0               | 13,3               | 40,6               |
| Середній максимум, °C   | −0,9               | 2,3                | 7,6                | 13,9               | 19,0               | 23,1               | 28,2               | 27,6               | 22,2               | 14,6               | 5,1                | −0,1               | 13,6               |
| Середній мінімум, °C    | −9,6               | −7,3               | −2,9               | 1,2                | 5,0                | 8,3                | 11,4               | 11,3               | 7,0                | 1,6                | −3,8               | −8                 | 1,2                |
| Абсолютний мінімум, °C  | −34,4              | −31,7              | −23,3              | −11,7              | −8,9               | −1,7               | 0,0                | −1,7               | −9,4               | −15,6              | −29,4              | −36,1              | −36,1              |
| Норма опадів, мм        | 37                 | 28                 | 21                 | 18                 | 24                 | 24                 | 10                 | 12                 | 13                 | 19                 | 38                 | 43                 | 287                |
| ----------------------- | ------------------ | ------------------ | ------------------ | ------------------ | ------------------ | ------------------ | ------------------ | ------------------ | ------------------ | ------------------ | ------------------ | ------------------ | ------------------ |
| Джерело:                |                    |                    |                    |                    |                    |                    |                    |                    |                    |                    |                    |                    |                    |

## Демографія
Згідно з переписом 2010 року, у місті мешкало 1138 осіб у 449 домогосподарствах у складі 316 родин. Густота населення становила 503 особи/км².  Було 482 помешкання (213/км²).
Расовий склад населення:
| - 94,5 % — білих - 1,1 % — корінних американців - 0,6 % — азіатів - 0,1 % — вихідців з тихоокеанських островів - 2,5 % — осіб інших рас |

До двох чи більше рас належало 1,1 %. Частка іспаномовних становила 9,8 % від усіх жителів.
За віковим діапазоном населення розподілялося таким чином: 22,8 % — особи молодші 18 років, 59,3 % — особи у віці 18—64 років, 17,9 % — особи у віці 65 років та старші. Медіана віку мешканця становила 43,3 року. На 100 осіб жіночої статі у місті припадало 101,4 чоловіків;  на 100 жінок у віці від 18 років та старших — 95,5 чоловіків також старших 18 років.
Середній дохід на одне домашнє господарство  становив 58 972 долари США (медіана — 43 782), а середній дохід на одну сім'ю — 62 842 долари (медіана — 48 654). Медіана доходів становила 44 917 доларів для чоловіків та 30 278 доларів для жінок. За межею бідності перебувало 21,5 % осіб, у тому числі 35,1 % дітей у віці до 18 років та 10,4 % осіб у віці 65 років та старших.
Цивільне працевлаштоване населення становило 788 осіб. Основні галузі зайнятості: освіта, охорона здоров'я та соціальна допомога — 19,9 %, будівництво — 11,7 %, мистецтво, розваги та відпочинок — 10,8 %.